# 1e Luftwaffen-Felddivisie
De Duitse 1e Luftwaffen-Felddivisie (Duits: 1. Luftwaffen-Feld-Division) was een Duitse infanteriedivisie tijdens de Tweede Wereldoorlog. De divisie werd al snel overgebracht naar Novgorod aan het oostfront en werd daar begin 1944 vernietigd. 

## Geschiedenis

### Oprichting en inzet in 1942/43
De 1e Luftwaffen-Felddivisie werd in september 1942 in Luftgau I (Koningsbergen) gevormd uit het Flieger-Regiment 10 (dat op dat moment in Maubeuge lag) plus overtollig Luftwaffe-personeel.
Al in november 1942 werd de divisie naar het noordelijk deel van het oostfront verplaatst en verving daar de 20e Gemotoriseerde Divisie aan de westrand van het Ilmenmeer en in en rond Novgorod. De divisie bleef gedurende een vol jaar hier in een relatief rustig deel van het oostfront.

### Overgenomen in hetHeer
Op 1 november 1943 werd de divisie bij Novgorod overgenomen door het Heer en kreeg de benaming 1e Felddivisie (L) (Duits: 1. Feld-Division (L)), waarbij de L voor Luftwaffe stond. In het algemeen werd (ook in officiële documentatie) de naam 1e Luftwaffen-Felddivisie verder gevoerd. Hierbij moest de divisie zijn 4e Afdeling (IV. Abt., (Flak)) van het artillerieregiment afstaan. Deze bleef in de Luftwaffe en werd I./Flak-Regiment 40. 

### Inzet 1943/44
Op 14 januari 1944 begon het grote Sovjet offensief tussen de Finse Golf en het Ilmenmeer. De eerste dag kon de divisie zijn stellingen behouden tegen de overmacht van het Sovjet 59e Leger. Maar al de volgende dag werd de divisie volledig ingesloten rond Novgorod (o.a. door een aanval over het ijs van het Ilmenmeer in de rug van de divisie door de Sovjet 58e Skibrigade) en daar totaal vernietigd. Slechts schamele resten konden op 19 januari 1944 naar het westen uitbreken en sloten zich aan bij de 28e Jägerdivisie.

### Einde
De 1e Luftwaffen-Felddivisie was dus de facto op 19 januari 1944 vernietigd, maar werd pas officieel in april 1944 opgeheven.

## Slagorde
Origineel:
- vier Infanteriebataljons I. – IV. (zonder regimentsstaf)
- Panzerjäger-Abteilung Luftwaffen-Feld-Division 1
- Artillerie-Abteilung Luftwaffen-Feld-Division 1
- Flak-Abteilung Luftwaffen-Feld-Division 1
- Radfahrer-Kompanie Luftwaffen-Feld-Division 1
- Luftnachrichten-Kompanie Luftwaffen-Feld-Division 1
- Pionier-Kompanie Luftwaffen-Feld-Division 1
- Kommandeur der Nachschubtruppen Luftwaffen-Feld-Division 1

In 1943 nam het nieuw opgerichte Luftwaffen-Artillerie-Regiment 1 de Panzerjäger-, Artillerie- en Flak-Abteilungen onder zich.
Vanaf 1 november 1943:
- Jäger-Regiment 1 (L) (met vier bataljons)
- Artillerie-Regiment 1 (L) (met vier afdelingen)
- Füsilier-Bataillon 1 (L)
- Feldersatz-Bataillon 1 (L)
- Panzerjäger-Abteilung 1 (L)
- Pionier-Bataillon 1 (L)
- Nachrichten-Abteilung 1 (L)
- Divisionseinheiten 1 (L)

## Commandanten
| Rang                                    | Naam               | Begin             | Eind             |
| --------------------------------------- | ------------------ | ----------------- | ---------------- |
| Oberst vanaf 20 april 1943 Generalmajor | Gustav Wilke       | 30 september 1942 | 31 oktober 1943  |
| Generalmajor                            | Rudolf Petrauschke | 1 november 1943   | 10 februari 1944 |

## Bovenliggende bevelslagen
| Legerkorps     | Leger     | Legergroep        | Plaats/regio | Begin         | Eind            |
| -------------- | --------- | ----------------- | ------------ | ------------- | --------------- |
| 10e Legerkorps | 18. Armee | Heeresgruppe Nord | Ilmenmeer    | november 1942 | december 1942   |
| 38e Legerkorps | 18. Armee | Heeresgruppe Nord | Novgorod     | december 1942 |                 |
| 38e Legerkorps | 16. Armee | Heeresgruppe Nord | Novgorod     | augustus 1943 |                 |
| 38e Legerkorps | 18. Armee | Heeresgruppe Nord | Novgorod     | oktober 1943  | 19 januari 1944 |